# Aureo Fernández Carrasco
Áureo Fernández Carrasco (Lucena - † Madrid, 9 de gener de 1916) fou un botxí espanyol de l'Audiència de Madrid de 1897 a 1916. Algunes publicacions es refereixen a ell com Áureo Fernández López o Cesáreo Fernández Carrasco.

## Biografia
Va passar la seva infància a Cuba on el 1890 va exercir els oficis de ferrater, cuiner, barber, sastre, policia i soldat. En tornar a Espanya i mogut per la fam, va sol·licitar la plaça de botxí de Madrid que va aconseguir gràcies a grans influències enfront de dos-cents candidats l'any 97. Regentava una taverna al carrer Almansa, al barri de Cuatro Caminos (Madrid) on no es coneixia el seu ofici i responia al nom de senyor Manuel.

### Execució del Francès
El 31 d'octubre de 1906 es va requerir la seva presència a la presó del Pópulo a Sevilla. Portava una modificació del garrot que va voler assajar en aquesta execució amb la finalitat de proporcionar una mort dolça. De fet, es va negar a participar en l'execució si no se li permetia emprar el seu nou mètode o si se li feia actuar d'ajudant del botxí de Sevilla.
A les 8:00 del matí va pujar al patíbul Muñoz Lopera. José Caballero Quintana es va encarregar de Muñoz Lopera que va trigar bastant a morir, diuen que per la imperícia del botxí. A les 8:14 arribat el torn d' Aldije, que li va dir a Áureo Fernández que estrenyés sense por, però el primer intent va fallar, fet que va motivar un cínic comentari del reu.
| «                                                                     | No et vaig dir que estrenyessis fort? | » |
| — El Francès a Fernández Carrasco quan va fallar el seu primer intent |                                       |   |

### Defunció
El 1909 l'ABC edició Madrid informa de la defunció del botxí d'aquesta Audiència detallant que se sabia que estava malalt després de les execucions de los gitanos de Córdoba i Conejero. Quan va actuar d'assistent en l'execució d'el Herrero, aquest va haver d'oferir-li el seu jaç per reposar a causa de la seva malaltia. Concloïa afirmant que havia mort en la misèria i després de greus sofriments. De la mateixa manera l'escriptor Juan Eslava Galán situa la seva mort el 1909.
No obstant això, està documentada la seva presència en l'execució de Moruno i Agustina Rodríguez el 1913. Altres periòdics de l'època situen la seva mort el gener de 1916: El Imparcial la data en gener de 1916 citant-lo com Áureo Fernández així com el redactor a Madrid del Diario Turolense, un altre periòdic sí li dona el patronímico complet Áureo Fernández Carrasco i amb la mateixa data. Sense donar el seu nom, el periòdic El Mentidero parla de la mort del botxí de Madrid el gener de 1916, així com altres periòdics.

### Personalitat
El 1903 parlava de la seva primera execució als 20 dies de prendre possessió del càrrec:
| «                 | Vaig fer bé l'execució perquè jo no tremolo i domino l'ofici com a pocs, i com crec que el mateix dona perdre's per un que per cent, m'importa poc matar á un que á mil. Som cinc botxins, i jo desitjaria ser l'únic; d'aquesta manera tindria més guanys. A mi no m'agrada l'ofici, ni tinc mala entranya... Que em proporcionin una destinació, encara que sigui de mil pessetes a l'any, i al moment deixaré la meva canongia d'onze mil rals | » |
| — Áureo Fernández | |   |

En aquesta mateixa entrevista parlava d'escriure un llibre sobre la seva vida, si bé confessava no haver escrit encara una línia sobre el seu aspecte de botxí. Ja al final de la seva carrera va tornar a deixar clar que no li agradava l'ofici. La seva última execució va ser suspesa per indult poques hores abans de realitzar-se i en assabentar-se va arribar a comentar estic més content que si em donessin cinc duros.
Com un dels seus antecessors Francisco Ruiz Castellano va tenir enfrontaments amb la justícia: el 1904 va ser arrestat per ferir amb una arma blanca a un agent de l'autoritat durant una discussió.

## Cultura popular
En la pel·lícula de Paul Naschy El huerto del Francés un únic botxí interpretat per l'actor Luis Ciges executa als dos condemnats en seqüència.

## Alguns reus executats per Áureo Fernández Carrasco
- José Cárcel Fernández (30 de setembre de 1900)
- Julián Anguita (10 de juny de 1901)[13]
- Juan Andrés Aldije Monmejá el Francés (Sevilla, 31 d'octubre de 1906).
- el Sordo (Còrdova, 19 de desembre de 1908)[14]
- el Conejero (Sevilla 22 de desembre de 1908)[15]
- el Herrero (4 de febrer de 1909)[16]
- Francisco Ortega Moruno (Almería, 9 de setembre de 1913)[17]
- Agustina Rodríguez (Almería, 9 de setembre de 1913)[17]